# Alter Friedhof (Füssen)

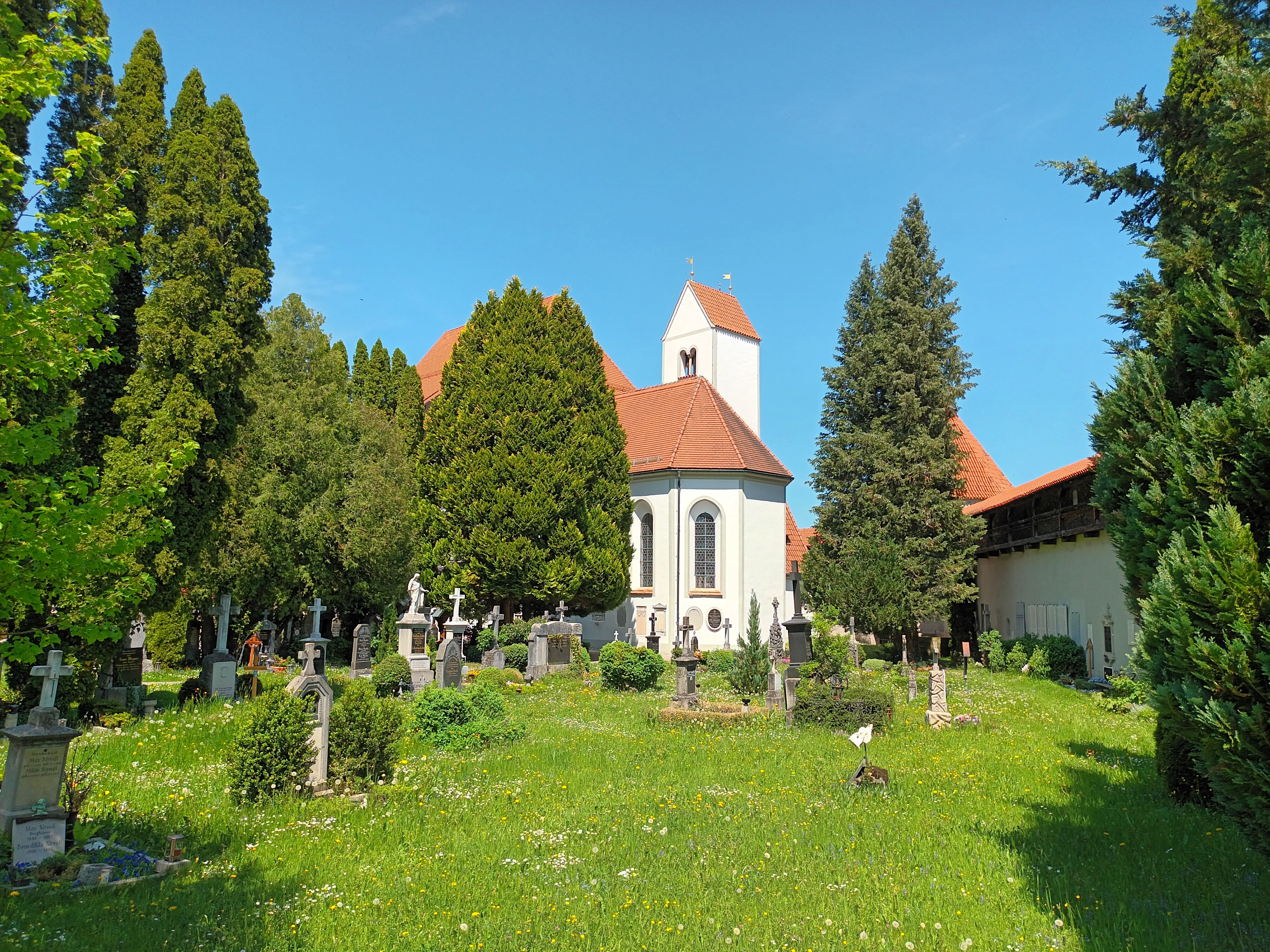
Alter Friedhof Füssen mit Kirche St. Sebastian und Teilstück der Stadtmauer

Der Alte Friedhof, auch Sebastiansfriedhof genannt, ist ein kirchlicher Friedhof in Füssen unter Trägerschaft der römisch-katholischen Pfarrei. Er grenzt an die Sebastianskirche an und hat alte Grabmäler.

## Lage
Der Friedhof befindet sich am nordöstlichen Rand der Altstadt südlich der Sebastianskirche. Im Norden und Osten wird er durch die Stadtmauer mit Wehrgang begrenzt, die nordöstlich der Kirche einen wuchtigen Wehrturm hat, der Pulverturm heißt, und nordwestlich das Sebastianstor. Das Sebastianstor bildet den Anfang der Klosterstraße, die westlich an Kirche und Friedhof vorbeiführt. Im Süden grenzt das Franziskanerkloster an den Friedhof an. Der Haupteingang befindet sich im Süden am Franziskanerplatz.

## Geschichte

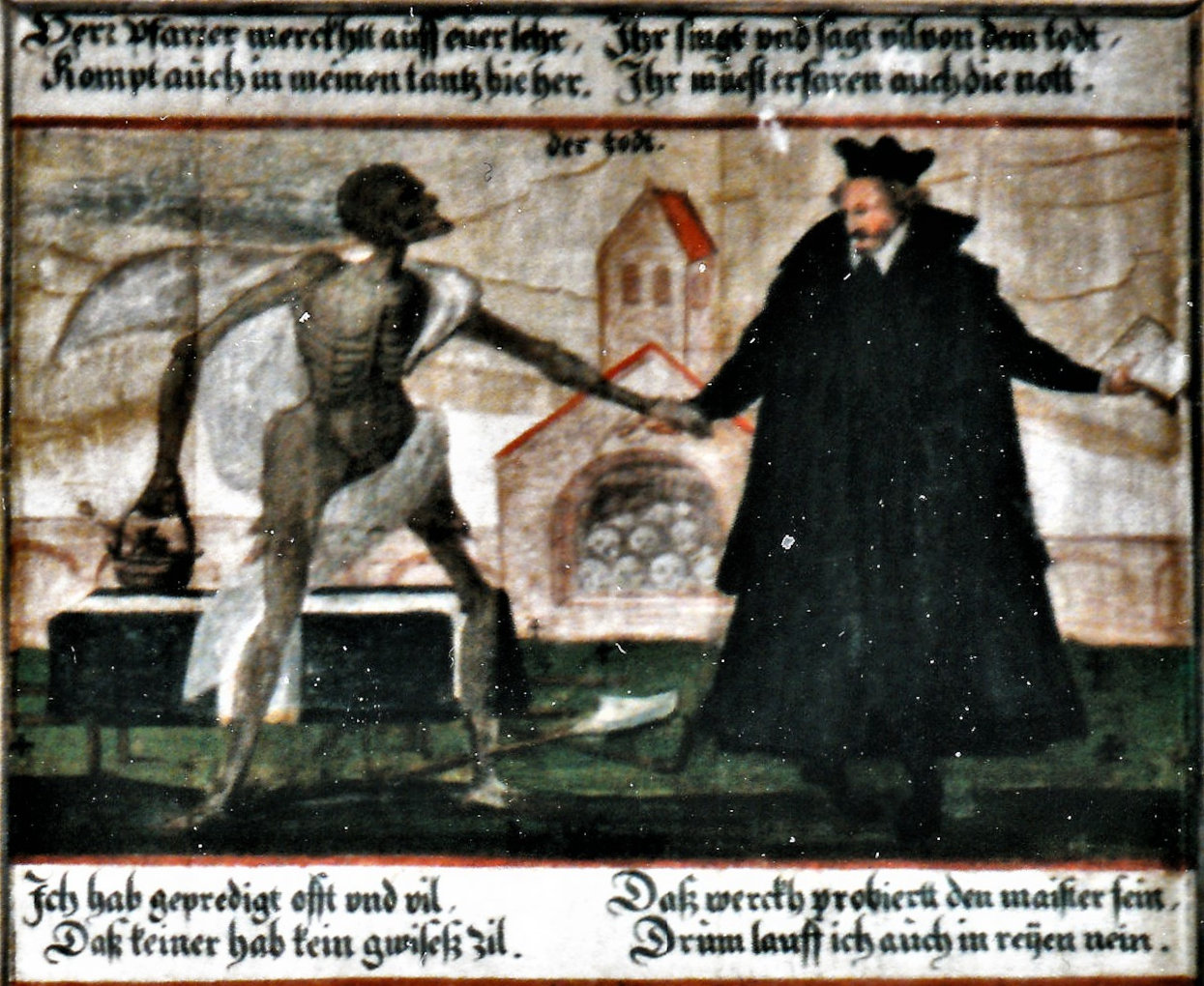
Tod und Pfarrer im Füssener Totentanz, im Hintergrund Sebastiansfriedhof und Sebastianskirche

Ein erster Pfarrfriedhof existierte im frühen Mittelalter bei der Vorgängerkirche von St. Stephan südlich des Alten Friedhofs. Später fanden Beerdigungen auch auf dem Platz vor dem Kloster St. Mang statt. 1507 wurde die Kirche St. Sebastian errichtet und 1528 der Sebastiansfriedhof angelegt. 1604 wurde der Friedhof erweitert und dabei die Friedhofsmauer neu errichtet.
Während der Pestepidemie 1635 mussten die Pesttoten außerhalb der Stadt bestattet werden und da die Totengräber nicht in der Stadt wohnen durften, wurde für sie eine Unterkunft im Pulverturm am Sebastiansfriedhof eingerichtet. 1725 wurde die Sebastianskirche durch einen teilweisen Neubau vergrößert. Während der Napoleonischen Kriege war Füssen Lazarettstadt und 1799/1800 wurden Kriegstote in einem Massengrab östlich des Friedhofs jenseits der Stadtmauer bestattet, woran eine Gedenktafel an der Außenseite der Stadtmauer erinnert.
1847 wurde im Zuge des Renovierung des benachbarten Franziskanerklosters im südöstlichen Teil des Friedhofs ein Klosterfriedhof angelegt, zuvor hatte das Kloster seine Toten im Klostergebäude und in einer Gruft in St. Stephan bestattet. 1869 wurde im nordwestlichen Teil des Friedhofs zwischen Kirche und Stadtmauer ein Leichenhaus errichtet, das 1977 abgebrochen wurde. 1890/1891 wurde der Friedhof erneut nach Süden erweitert, die Friedhofsmauer neu errichtet und das große Friedhofskreuz in der Mitte des Friedhofs aufgestellt.
Anfang des 20. Jahrhunderts war der Sebastiansfriedhof endgültig zu klein geworden und die Stadt legte den Waldfriedhof an der Augsburger Straße an. Das Friedhofsgebäude des Waldfriedhofs wurde 1929 fertiggestellt, der Sebastiansfriedhof aber erst 1934 für Bestattungen geschlossen. Ab 1986 wurden wieder Bestattungen auf dem  Sebastiansfriedhof erlaubt, dabei wurde in der neuen Friedhofssatzung von 1988 die Denkmalpflege berücksichtigt. Friedhofsmauer und Grabdenkmäler sind als Teil des Baudenkmals Sebastianskirche in die Bayerische Denkmalliste eingetragen.

## Beschreibung

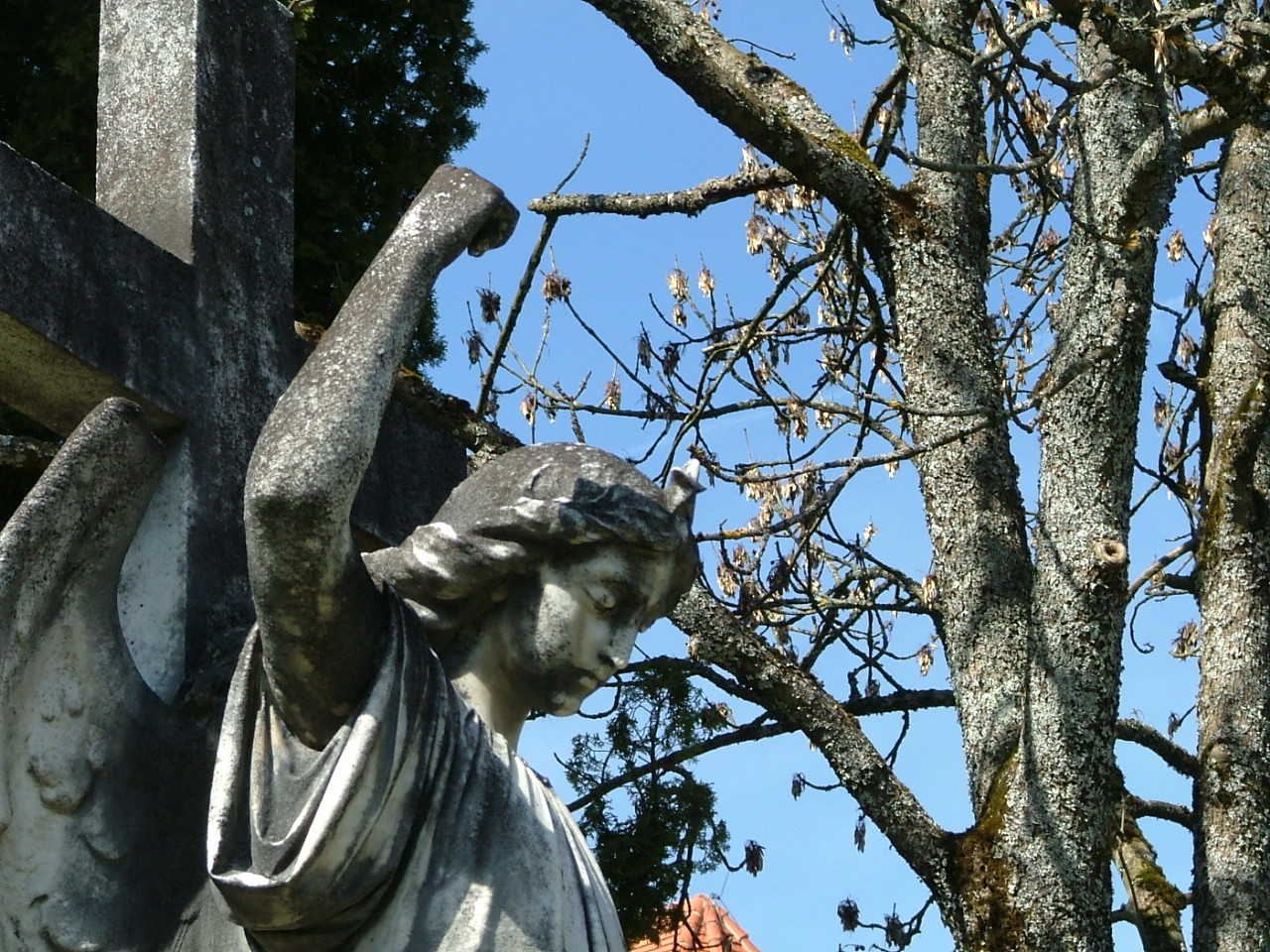
Engel auf einem Grabmal (Anfang 20. Jh.)

Vom Haupteingang im Süden führt ein Weg auf ein Kruzifix zu, der sich dort in zwei Teile teilt, die zur Kirche führen. An der mittelalterlichen Stadtmauer mit Wehrgang im Osten des Friedhofs sind Gedenktafeln angebracht. Eine Friedhofsmauer mit Blendbögen begrenzt den Friedhof im Süden und Westen. In die Mauer sind Grabdenkmäler aus dem späten 18. und frühen 19. Jahrhundert integriert. Der südöstliche Teil des Sebastiansfriedhofs ist der Klosterfriedhof des Franziskanerklosters, der von einem Zaun umgeben und über ein Tor in der Friedhofsmauer mit dem Klostergarten verbunden ist. Im Jahr 1988 befanden sich 414 Gräber mit Grabstein oder Wandplatte auf dem Friedhof.

## Gedenkstätten und Denkmäler

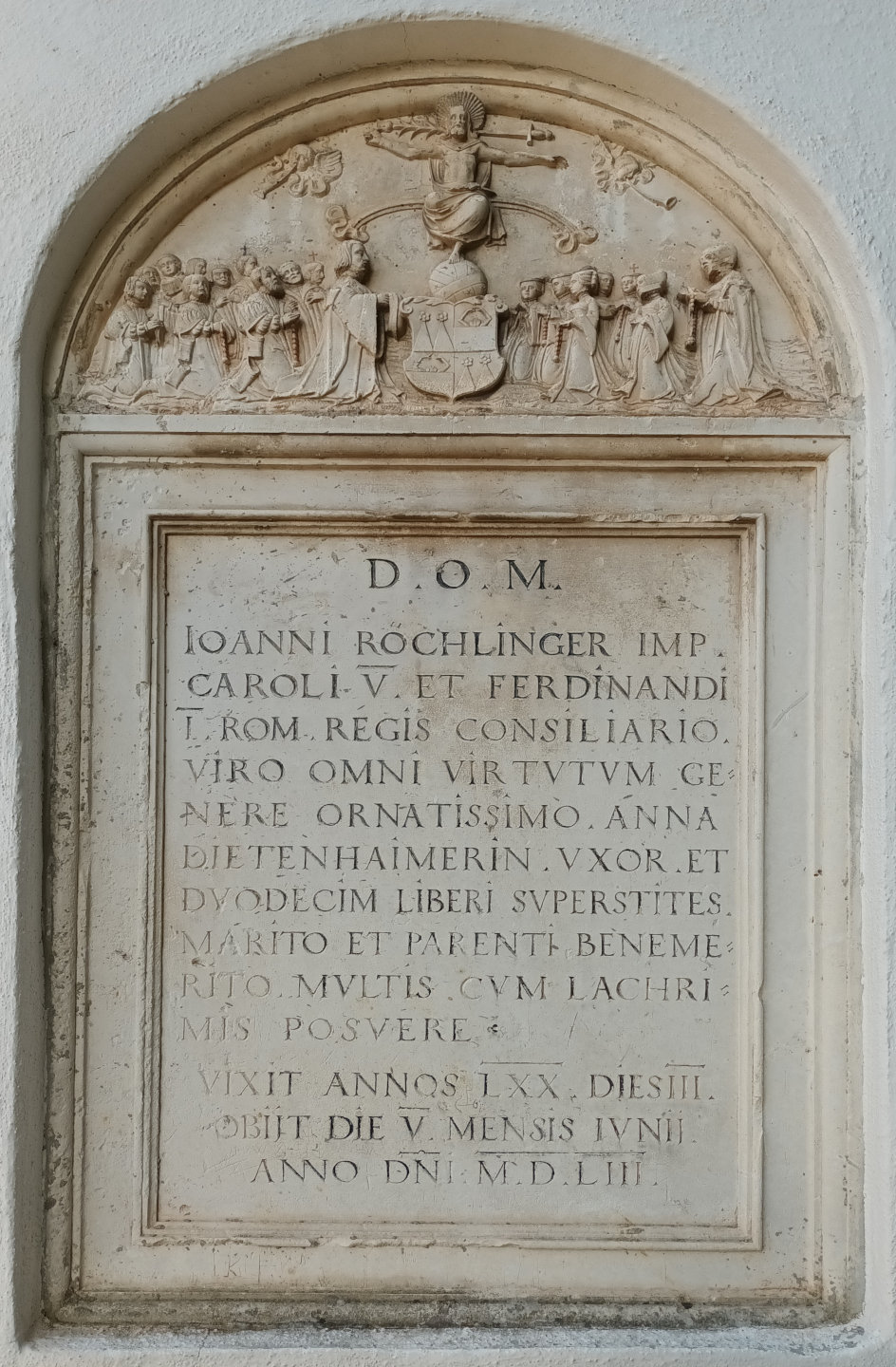
Epitaph aus der Renaissance (1553)

In die südlichen Außenmauer der Kirche integriert sind die ältesten Epitaphe, darunter eines des kaiserlichen Rats Rochlinger († 1553), das im Stil der Renaissance ein Relief mit einer Darstellung seiner Familienangehörigen enthält. Die nächstältesten Grabmäler, teils im Stil des Klassizismus, finden sich integriert in die westliche Friedhofsmauer. An dieser Mauer sind auch die Grabmäler von Domenico Quaglio und Stadtpfarrer Graf im neugotischen Stil.
Am Familiengrab Seelos in der nördlichen Mitte des Friedhofs (Lage) ist eine Gedenkinschrift für den Missionar Franz Xaver Seelos angebracht, der 1867 in New Orleans starb. Sein Vater, der Messner Mang Seelos, war Verfasser einer Aufzeichnung zur Zeitgeschichte Füssens von 1782 bis 1852.
Das große Friedhofskreuz in der Mitte des Friedhofs wurde im Zuge der Friedhofserweiterung 1890/1891 aufgestellt. Die bronzene Christusfigur wurde wohl nach einem Modell von Ludwig Schwanthaler gegossen, eine gleiche Figur befindet sich auf dem Alten Südfriedhof in München. Beim Friedhofskreuz ist der damalige Stadtpfarrer Josef Holl bestattet, der kurz nach der Friedhofserweiterung starb. In einer Nische in der Stadtmauer im Klosterfriedhof des Franziskanerklosters steht eine beschädigte Sandsteinfigur des hl. Franziskus aus dem Umfeld von Anton Sturm, angeblich von seinem Sohn Franz Joseph Sturm, nach deren Modell die Bronzefigur im Klostergarten gegossen wurde.
An der Stadtmauer befinden sich zwei Kriegerdenkmäler: vier Gedenktafeln für die Gefallenen 1914 bis 1918 (Lage) und eine  Gedenktafel vom Anfang des 20. Jahrhunderts für die Mitglieder des Arbeiterveteranenvereins (Veteranenverein II, Lage). Südlich davon ist eine Gedenk- und Ruhestätte totgeborener Kinder, die 2003 von Alois Vogler geschaffen wurde (Lage). Eine Gedenktafel rechts vom Haupteingang an der Mauer zum Franziskanerkloster erinnert an die 2016 umgebetteten Gebeine aus einer Grabung vor dem Kloster St. Mang.

## Gräber

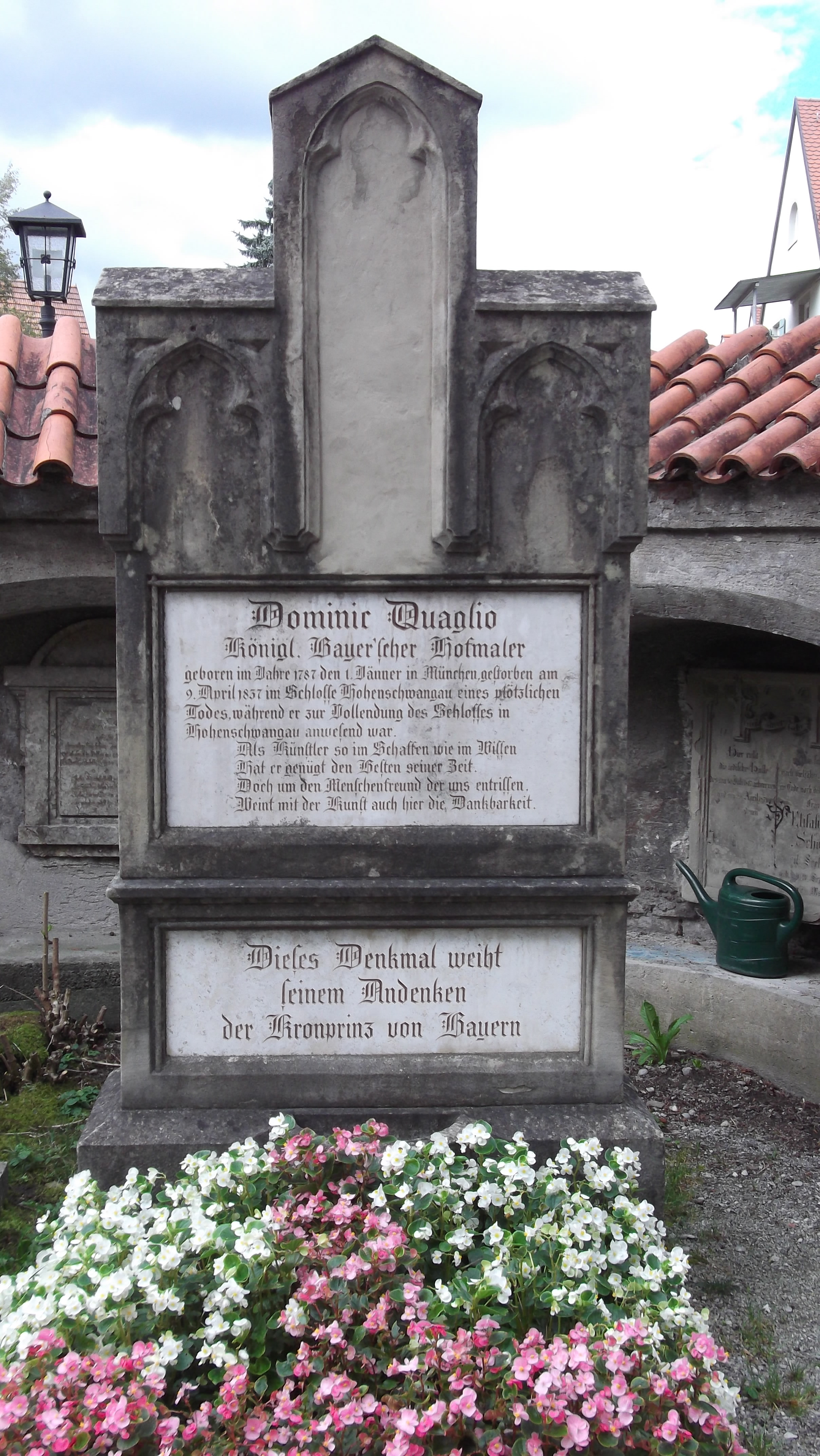
Neugotisches Grabmal von Domenico Quaglio (1837)

Zu den auf dem Friedhof beigesetzten bekannten Persönlichkeiten gehören (chronologisch nach Sterbedatum):
- Johann Georg Fischer (1673–1747), Baumeister des Barock (Grab aufgelassen)[1]
- Anton Sturm (1690–1757), Bildhauer des Barock (Grab aufgelassen)[1]
- Franz Karl Fischer (1719–1772), Baumeister des Barock (Grab aufgelassen)[1]
- Domenico Quaglio (1787–1837), Baumeister des Schlosses Hohenschwangau (Lage)[7]
- Johann Baptist Graf (1802–1862), Stadtpfarrer und Erbauer des Füssener Kalvarienbergs (Lage)[13]
- Peter von Wiedenmann (1847–1917), bayerischer General (Lage)[14]
- Alois Kuhn (1910–1996), Eishockeynationalspieler (Lage)[15]
- Walter Leinweber (1907–1997), Eishockeynationaltorwart (Lage)[16]
- Josef Lorch (1929–1999), Maler und Restaurator (Lage)[17]
- Alois Vogler (1934–2022), Bildhauer und Restaurator (Lage)[18]
- Henrich Fischler Graf von Treuberg (1919–2023), Offizier der Wehrmacht und Bundeswehr (Lage)[19]